# Sinj
Pour la ville du Latium, voir Segni.
Sinj est une ville et une municipalité située en Dalmatie, dans le comitat de Split-Dalmatie, en Croatie. Au recensement de 2001, la municipalité comptait 25 373 habitants, dont 98,41 % de Croates et la ville seule comptait 11 468 habitants.

## Géographie
Sinj est située au cœur de l'arrière-pays dalmate, dans la zone connue sous le nom de Cetinska krajina, un groupe de colonies situées sur un champ karstique fertile (Sinjsko polje) à travers lequel passe la rivière Cetina. Sinj se situe entre quatre montagnes : Svilaja, Dinara, Kamešnica et Visoka. Ces montagnes donnent à Sinj son climat supra-méditerranéen spécifique (étés plus chauds et hivers plus froids).

## Histoire

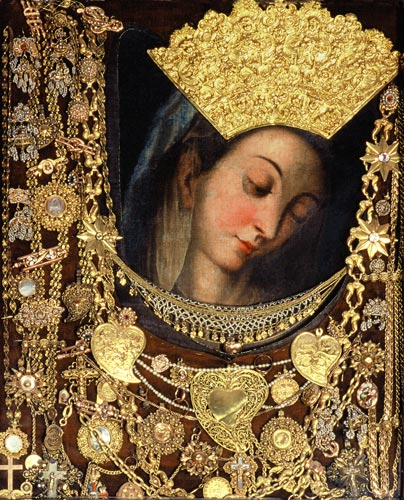
Notre-Dame de Sinj

### Occupation ottomane
En 1524, Sinj est prise par les Turcs ottomans qui en gardent le contrôle jusqu'en 1686, date à laquelle les Vénitiens prennent possession de la ville. La ville s'est développée autour d'une ancienne forteresse tenue par les Ottomans du XVIe siècle à la fin du XVIIe siècle, et du monastère des moines franciscains avec l'église de Notre-Dame de Sinj  (en croate : Gospa Sinjska), lieu de pèlerinage.
Le dernier siège turc, en 1715, pendant la guerre vénéto-austro-ottomane (1714-1718), suite à la deuxième guerre de Morée ottomane, fut repoussé.
Après le congrès de Vienne en 1815 jusqu'en 1918, Sinj intègre l'Empire austro-hongrois (le compromis de 1867 la désignant comme l'un des 13 « Bezirkshauptmannschaften » du royaume de Dalmatie).

## Le siège de 1715
Le chef Turc Mehmed-Pasha Čelić avait rassemblé 60 000 à 70 000 soldats pour soumettre la région le 23 juillet 1715. La ville de Sinj refusa de se rendre alors qu'il n'y avait que 700 Croates pour affronter l'armée ottomane. La tradition raconte que les habitants de la ville, accompagnés de huit moines franciscains, se mettent à prier Notre-Dame de Sinj. Après plusieurs combats, la défaite des habitants de Sinj semblait inéluctable. Mais dans la nuit de la veille de la fête de l'Assomption, les Turcs s'enfuirent en laissant sur place 10 000 morts. Ils auraient été effrayés par une épidémie qui les avait frappés durement et ils racontèrent qu'ils avaient vu plusieurs fois une figure de femme dans un halo de lumière, qui marchait sur leurs bastions,,.
Cet évènement a donné naissance à un tournoi équestre appelé « alka », inscrit en 2010 par l'Unesco sur la liste représentative du patrimoine culturel immatériel de l’humanité, ainsi qu'à un pèlerinage à la Vierge Marie le 15 août (voir ci-dessous).

## Le tournoi de l'Alka

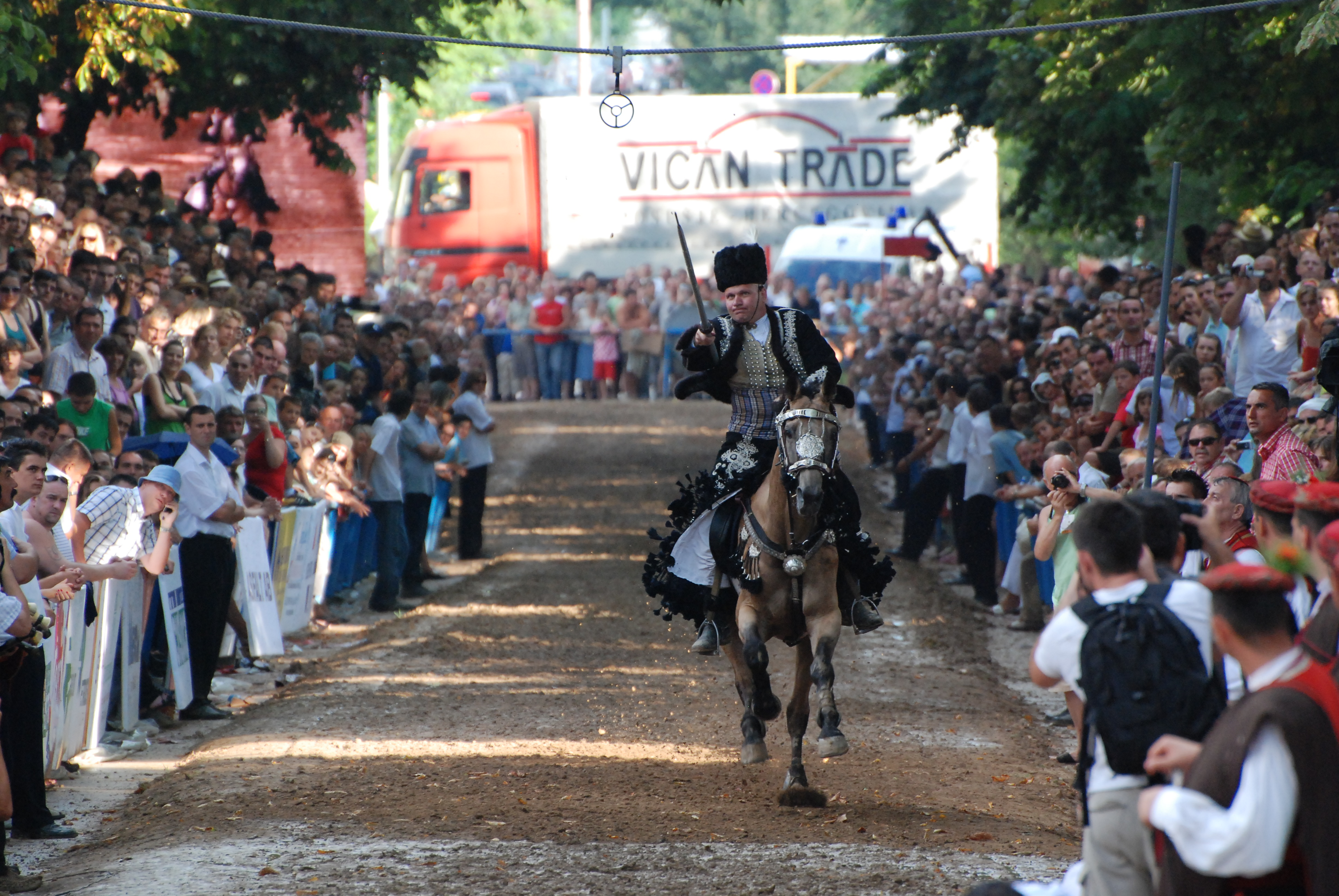
La compétition de l'Alka

Sinj est connu pour le tournoi équestre de l'Alka ayant lieu dans la ville tous les ans, le premier dimanche d'août. La compétition commémore la victoire de l'armée austro-hongroise contre l'empire ottoman en 1715. Les compétiteurs, appelés Alkar, tentent d'atteindre, au galop un anneau suspendu à un fil.

## Localités
La municipalité de Sinj compte 14 localités :
| - Bajagić - Brnaze - Čitluk - Glavice - Gljev - Jasensko - Karakašica | - Lučane - Obrovac Sinjski - Radošić - Sinj - Suhač - Turjaci - Zelovo |

## Jumelages
en Italie
- Montemarciano (Italie)
- Sansepolcro (Italie)

autres villes
- Barban (Croatie)
- Đakovo (Croatie)
- Prozor-Rama (Bosnie-Herzégovine)
- Šibenik (Croatie)
- Trogir (Croatie)
- Vukovar (Croatie)